# 환전업자와 그의 아내
《환전업자와 그의 아내》(영어: The Money Changer and His Wife)는 플란데런의 화가 캥탱 마시가 1514년에 그린 유화이다. 현재 루브르 아부다비에 소장되어 있다.

## 설명
그림 속에는 탁자 위에 있는 보석과 금 조각의 무게를 달고 있는 환전업자와 그 옆에 마리아와 아기 예수의 그림이 그려진 신앙서적을 읽고 있는 그의 아내가 앉아 있다. 이들 부부는 귀족의 복장이 아닌 캥탱 마시가 살았던 안트베르펜의 부유한 시민 옷을 입고 있는데 항구 도시인 안트베르펜은 당시 스페인 종교 재판을 피해 도망친 많은 남부 이민자들의 유입과 함께 성장하게 되었다. 이러한 국제 사회에서는 항구 도시에서 국제 상업이 증가함에 따라 환전업자와 대금업자에 대한 수요가 많았다.
25년 후 1539년, 캥탱 마시의 영향을 받은 네덜란드 르네상스의 화가 마리우스 반 레이메르발도 《환전업자와 그의 아내》라는 같은 주제의 그림을 그렸다.

이 그림은 1세기 후인 플란데런의 화가 빌렘 반 해흐트(Willem van Haecht)가 1620년경에 코르넬리스 반 데르 게스트(Cornelis van der Geest)의 갤러리를 그린 그림에서도 묘사되어 등장한다. 반 데르 게스트는 마시의 작품을 좋아했으며 《환전업자와 그의 아내》 외에도 그의 여러 그림들을 소장하고 있었다. 그는 또한 안트베르펜 대성당에 새 명판을 세워 캥탱 마시 사망 100주년을 기념하기도 했다.

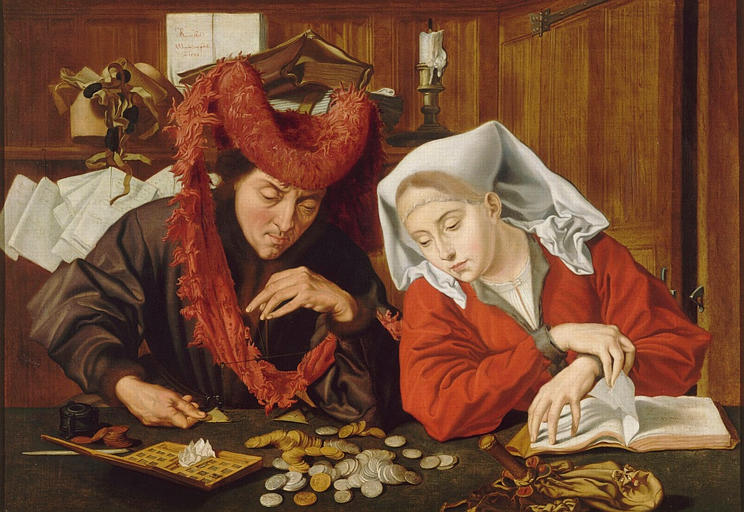
마리우스 반 레이메르발이 그린 《환전업자와 그의 아내》, 1539년
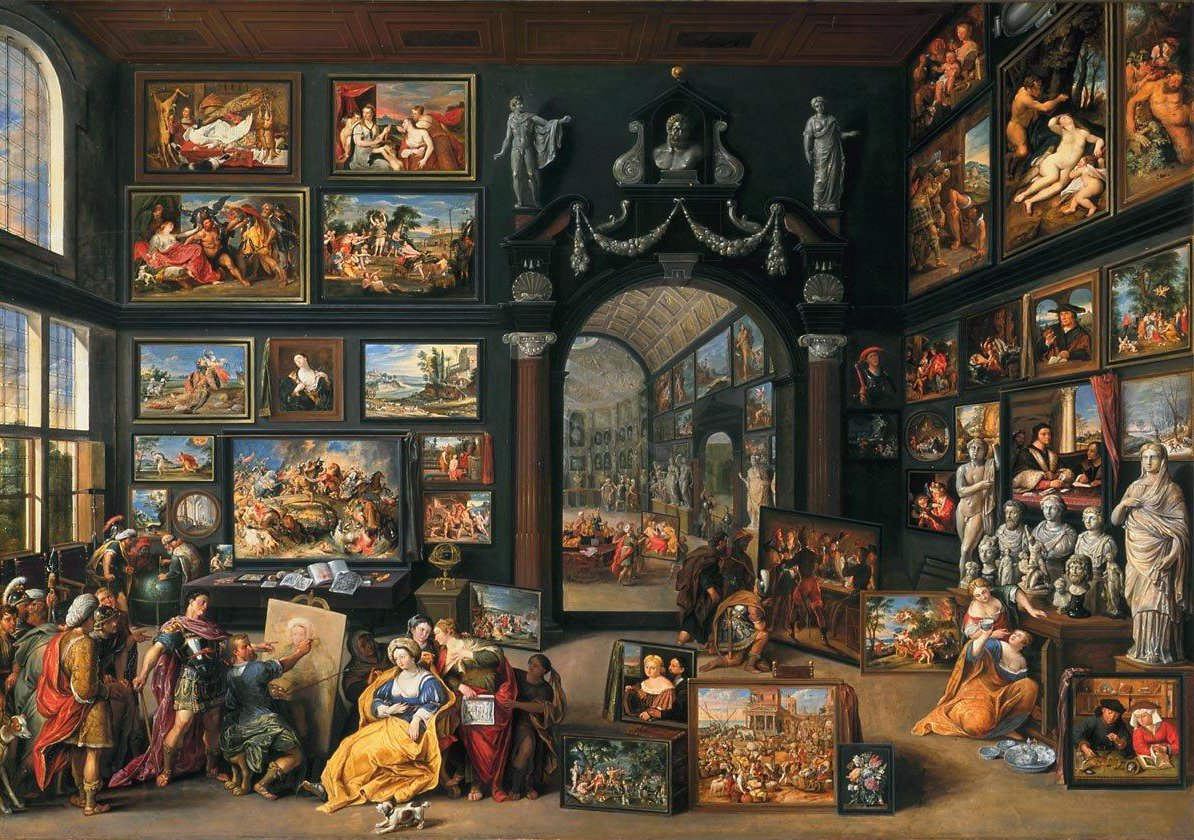
빌렘 반 해흐트(Willem van Haecht)가 1620년경에 코르넬리스 반 데르 게스트(Cornelis van der Geest)의 갤러리를 그린 그림, 우측 하단에 《환전업자와 그의 아내》가 묘사되어 있다.